# Mercè Bayona i Codina
Mercè Bayona i Codina (Els Hostalets d'en Bas, 3 de juliol de 1903 - Cogolls, 30 de setembre de 1972) fou una poetessa catalana nascuda als Hostalets d'en Bas, concretament a la casa del Carbonell. Va començar a estudiar Magisteri a Tarragona, però deixà la carrera. Casada, va viure sempre amb els fills a la masia pairal del seu marit, la Pruenca de Cogolls.
Va començar a escriure poesia quan tenia disset anys i ho va fer fins als darrers dies de la seva vida, però la seva etapa més intensa va de l'any 1923 al 1927. Amb els seus versos va cantar la senzillesa de la terra i dels boscos que la voltaven. Té publicades poesies al setmanari olotí La tradició Catalana i a l'antologia Les cinc branques. Va morir a Cogolls, el 30 de setembre de 1972.
Als anys 90 es van impulsar uns premis de poesia, investigació i recerca juvenil amb el seu nom, que es lliuraven durant les Festes de la Santa Espina de Les Planes d’Hostoles.